# William Barker (traduttore)
William Barker o Bercher (Norfolk, 1520 ca – post 1576) è stato un traduttore e politico britannico.

## Biografia
Barker nacque prima del 1522 (probabilmente nel 1520) e fu educato all'Università di Cambridge sussidiato dalla regina Anna Bolena, seconda moglie di Enrico VIII. Sembra che abbia incominciato un Master of Arts nel 1549 e che sia stato membro o del Christ's College o del St. John's College. Dopo alcuni anni spesi a viaggiare in Italia, pubblicò Epitaphia et inscriptiones lugubres. Servì poi come uno dei membri per Great Yarmouth nel Parlamento che si sono riuniti nel gennaio 1557/58, gennaio 1558/59 e nell'aprile 1571. Fu membro parlamentare per Bramber nel 1562/3.
Barker fu uno dei segretari del Duca di Norfolk, e fu profondamente implicato nei complotti di quel nobiluomo. Intorno al 4 settembre 1571, in seguito alla scoperta del Ridolfi Plot, fu confinato nella Torre di Londra. Inizialmente egli negò ciò che gli era stato imputato, ma fu presto indotto dalla paura della tortura a rendere confessioni che seriamente coinvolgevano il duca il quale, comunque, negò molte delle sue dichiarazioni e lo designò sdegnosamente come un inglese italianizzato. Berker passò due anni nella Torre e per poi ritirarsi nell'oscurità. Le sue ultime notizie risalgono al 1576.

## Opere
Barker fu probabilmente l'autore delle seguenti opere: 
- Epitaphia et inscriptiones lugubres, cum in Italia animi causa peregrinatur, collecta, Lond. 1554, 1566, 4to.
- St. Basil the Great, his Exhortation to his kinsmen to the studie of the Scriptures translated, Lond. 1557, 8vo.
- The viii bookes of Xenophon, containing the institution, schole, and education of Cyrus, the noble king of Persye: also his civil and principal estate, his expedition into Babilon, Syria, and Egypt, and his exhortation before his death to his children. Translated out of Greek into English, Lond. 1567, 8vo. Un'altra edizione contenente solo sei volumi fu stampata da R. Wolfe e fu dedicata a William, conte di Pembroke.
- The Fearfull Fancies of the Florentine Cooper. Written in Tuscane by John Baptist Gelli, one of the free studie of Florence. And for recreation translated into English, Lond. 1568, 1599, 8vo.
- The Nobility of Women